# Klaten (Penengahan)
Klaten is een bestuurslaag in het regentschap Lampung Selatan van de provincie Lampung, Indonesië. Klaten telt 2736 inwoners (volkstelling 2010).